# エリック・チゾーム
エリック・チゾーム（Erik Chisholm、1904年1月4日 - 1965年6月8日）は、スコットランド出身のイギリスの作曲家、指揮者。
チゾームはしばしば、「スコットランドの忘れられた作曲家」として知られる。チゾームの伝記作家によれば、彼は「ケルトの語法を形式のみならず内容にも取り入れた最初の作曲家であり、理解の深さと大胆さという意味においてその功績はバルトークに比肩し得る。」そのため、彼は「マックバルトーク MacBartók」とあだ名された。また彼はケルトバレエの創始者であり、マーガレット・モリスと共に初のスコットランドの完全なバレエ「孤独な人魚 The Forsaken Mermaid」を製作した。彼はケープタウン大学の教授、南アフリカ音楽大学の音楽監督となり、19年間務めた。チゾームはケープタウンに南アフリカ大学オペラ会社を設立し、スコットランド、イングランド、南アフリカに新たなオペラを紹介するのに欠かせない役割を果たした。彼は1965年にこの世を去るまでに、100を超える作品を作曲した。作風はスコットランドの音楽にバルトーク、ヒンデミット、カゼッラの要素を取り入れたものである。

## 生涯

### 幼少期から大学まで

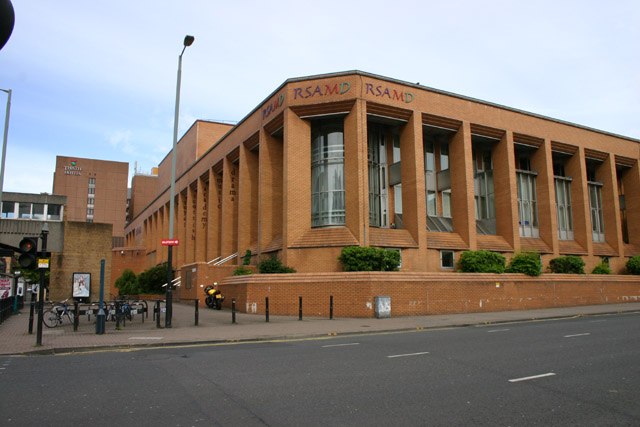
スコットランド王立音楽院

エリック・チゾームは、家屋塗装工のジョン・チゾーム（John -）とその妻エリザベス・マギチー・マクラウド（Elizabeth McGeachy Macleod）の間の息子として生まれた。彼は13歳の時に健康状態が優れないことを理由にクイーンズ・パーク・スクール（Queen's Park School）を退学するが、作曲に才能を見せ始めており子どもの頃に出版された作品もある。彼はピアノをスコットランド王立音楽院でフィリップ・ホルステッド（Philip Halstead）に、オルガンをグラスゴー大聖堂のオルガニストだったハーバート・ウォルトン（Herbert Walton）に師事した。12歳の時までにはオルガンリサイタルを開いており、中でもキングストン・アポン・ハルで行ったものは重要である。ピアニストのレフ・ポウニッシュオフが彼の担当となり指導を行った。チゾームは1927年にカナダのノバスコシア州に赴き、そこでニュー・グラスゴーのウェストミンスター長老派教会のオルガニスト、合唱指導者に任命される。また、ピックトウ・アカデミーの音楽科の主任となった。
しばらくして、チゾームはスコットランドに帰国してバロニー教会（Barony Church）のオルガニストになった。彼は小学校を卒業していなかったため、大学で学ぶことができなかった。後に妻となるダイアナ・ブロディ（Diana Brodie）の影響もあり、彼はなんとか大学に特例入学できるよう、音楽つながりの顔のきく友人たちに推薦状を書いて欲しいと持ちかけた。1928年にエディンバラ大学に入学を許され、友人でもあり、かつ担当教官となった高名な音楽学者サー・ドナルド・トーヴィーに学んだ。チゾームは1931年に音楽学士（Bachelor of Music）、1934年には音楽博士（Doctor of Music）の学位をとった。大学在学中の1928年にスコティッシュ・バレエ協会を創設し、1929年にはフランシス・スコット、パット・シャノン（Pat Shannon）といった同僚の作曲家と共に、現代音楽宣伝活動協会を設立した。また彼は1930年から1934年の間、グラスゴー・ウィークリー・ヘラルドとスコティッシュ・デイリー・エクスプレスで音楽批評の仕事もしていた。

### スコットランドでのキャリアと第二次世界大戦
学位取得後のチゾームの作品は、サー・ヒュー・ロバートン（Sir Hugh Roberton）の言うところの「大胆かつ独創的な」ものであった。一方で、「ピアノ協奏曲第1番 ピーブロック Pibroch」（1930年）、「管弦楽のためのストラロック組曲 Straloch Suite」（1933年）やソナタ「リオバン・デーグ An Riobhan Dearg」（1939年）ではスコットランド的な作風を強く打ち出している。1933年にオランダ、アムステルダムで行われたピアノ協奏曲第1番の初演では、彼自身がソリストを務めた。1930年からはグラスゴー大オペラ協会の監督に就任し、グラスゴーの王立歌劇場で1934年にモーツァルトの「イドメネオ」、ベルリオーズの「トロイアの人々」を1935年に、「ベアトリスとベネディクト」を1936年にそれぞれ英国初演した。また、彼はバロニーオペラ協会、スコティッシュバレエ協会、職業オルガニスト組合の初代常任指揮者となり、1938年にはケルトバレエ団の音楽監督に任命された。音楽監督して彼はマーガレット・モリスと共同で4つの作品を作曲した。最も有名なのは史上初のスコットランドの完全なバレエである「孤独な人魚 The Forsaken Mermaid」である。チゾームは音楽界に多くの友人がおり、作曲家ではバルトーク、ヒンデミット、ディーリアス、バックス、メトネル、シマノフスキ、アイアランド、ブッシュである。チゾームは彼らの多くをスコットランドに招待し、その作品を紹介する演奏会を開いた。
第二次世界大戦が勃発すると、チゾームは良心から反戦を唱え、視力が悪いことと腕が湾曲しているということを理由に従軍を拒否した。戦時中の1940年にはカール・ローザ・オペラ・カンパニーを指揮、後の1943年には国家娯楽興行組合に大佐として入隊してアングロ＝ポリッシュ・バレエを伴って1943年にイタリアに演奏旅行に赴き、1943年から1945年には東南アジア司令部の音楽監督として従軍した。彼はまずインドで他民族オーケストラを結成したが、上官のジャック・ホーキンス（Jack Hawkins）大佐との不和により、シンガポールへ転属となった。彼は移動先で、シンガポール交響楽団を設立した。オーケストラのメンバーは戦争の元囚人ばかりであり、その中からチゾームはシモン・ゴールドベルクをリーダーに据えた。チゾームが組織したオーケストラは実に国際色豊かで、東西の15カ国から団員が参加しており、半年の間にマラヤで50の公演を行った。彼はスコットランドに帰国後、フランシス・ジョージ・スコットの娘である、リリアス（Lillias）を後妻に迎えた。1946年、彼はケープタウン大学の教授、南アフリカ音楽大学の音楽監督に任命された。

### 南アフリカでのキャリア

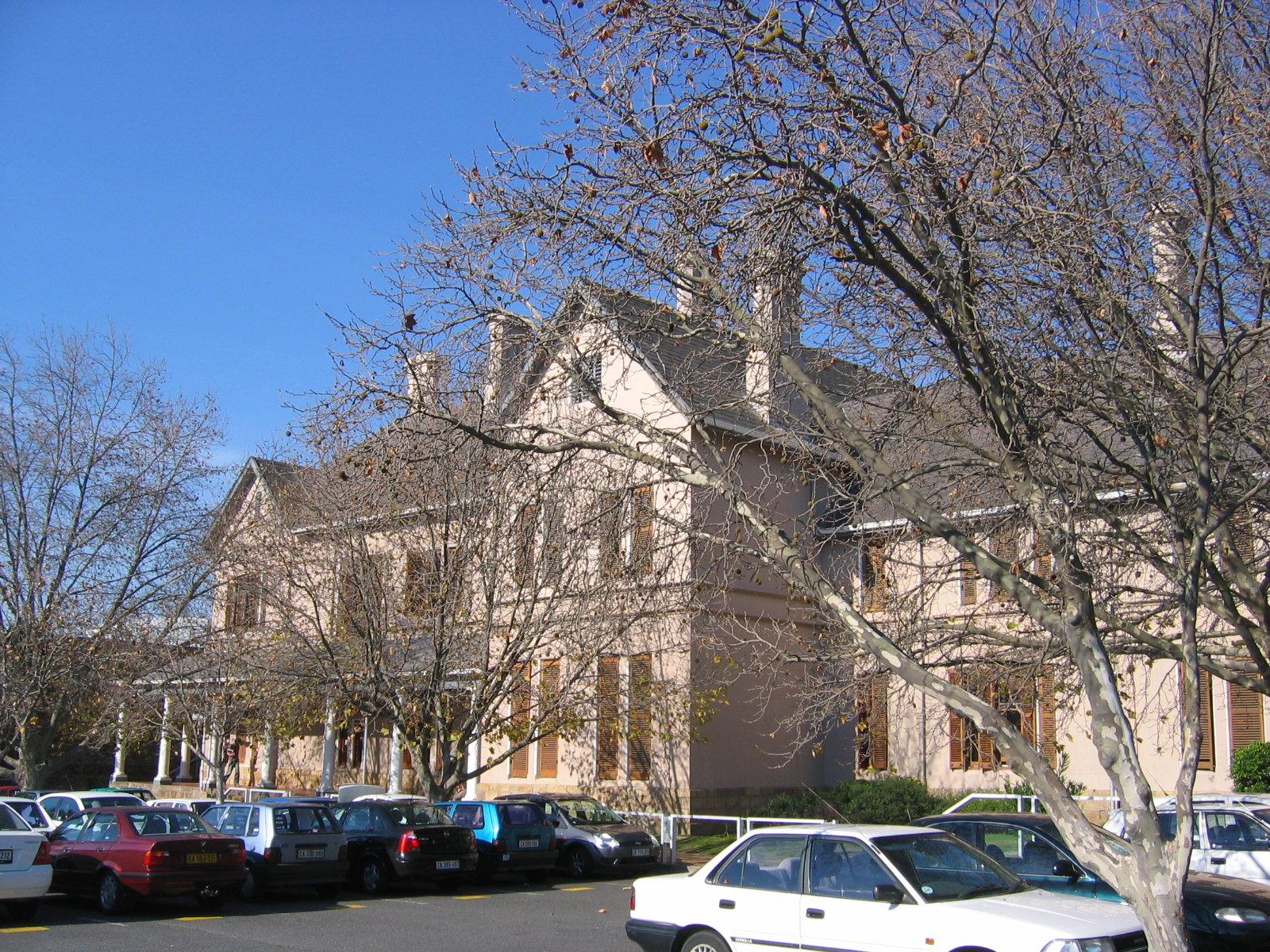
南アフリカ音楽大学の本拠、ストラベンホーム（Strubenholm）

「エジンバラ・タットラー The Edinburgh Tatler」誌のチゾーム追悼特集はこう記している。「彼の人生のハイライトは次の3つの出来事にあるだろう。1つ目は7歳の時にフレデリック・ラモンドが弾くベートーヴェンの月光ソナタのピアノロールを聴いたとき。2つ目はインドの音楽を知ったとき。最後は1947年にケープタウン大学の音楽科長の誘いを受けたときである。」
その年、チゾームはアフリカ音楽大学を再始動させ、そこでついには作曲家ステファンス・グローヴェと歌手のデジレー・タルボットを教えることになる。エジンバラ大学をモデルとし、チゾームは新たな職員を任用し、学科の数を増やし、学位号を新設した。芽を出しはじめた南アフリカの音楽家を勇気付ける目的で、彼は1948年に南アフリカ国音楽出版を創設した。さらにイタリアのバリトンであるグレゴリオ・フィアスコナーロ（Gregorio Fiasconaro）の助力を得て、チゾームは1951年に大学のオペラ興行会社を、1954年にオペラ学校を創設した。それらに加え、1948年には国際現代音楽協会の南アフリカ支部を創り、国際的な指揮者のキャリアを追求した。
南アフリカ音楽大学のオペラ興行会社は国家的成功を収め、ザンビアやイギリスに演奏旅行を行った。1956年冬、チゾームが夢に描いていた南アフリカの音楽と音楽家の祭典は、ロンドンのウィグモア・ホールでの演奏会とルドルフ・スタイナー劇場でのバルトークのオペラ「青ひげ公の城」のロンドン初演で大きな成功を収めた。興行会社はまた、メノッティの「領事官 The Consul」や、アイルランドの作家であるメアリ・レヴィンの劇を基にしたチゾームのオペラ「アイルランドの女 The Inland Woman」を上演した。1952年にはシモン・ゴールドベルクが自作のヴァイオリン協奏曲を、ケープタウンのヴァン・リービーック音楽祭（Van Riebeeck Music Festival）で初演した。チゾームのオペラ三部作「3つの鍵の殺人 Murder in Three Keys」は1954年のニューヨークで6週間にわたるシーズン上演され、2年後にはモスクワに招かれてモスクワ・フィルハーモニー管弦楽団を指揮し、自作の「ピアノ協奏曲第2番 インドの主題による」を演奏した。1961年には彼の会社が南アフリカの作曲家ジョン・ジューベアールの初のオペラ「サイラス・マーナー Silas Marner」の初演を行った。
チゾームは南アフリカが施行していたアパルトヘイトには与せず、社会主義的傾向を有していた。彼はロナルド・スティーブンソンや友人のスコットを説得し、ケープタウン大学で演奏を行った。スティーブンソンの「パッサカリア Passacaglia」の演奏中、プログラムはレーニンのスローガンである「平和とパンと土地」に言及し、また「アフリカの隆盛」に経緯を評していた。翌日には南アフリカ警察が、チゾームの仕事とソ連との関係を疑い、彼の学科を捜索した。

### 晩年および遺産
バックスはチゾームを「スコットランドではこれまで誰も成しえなかったほど進歩的な作曲家」と呼んだ。南アフリカ音楽大学での19年間の勤務の後、チゾームはさらに12作のオペラを作曲した。それらは「インド、ヘブリディーズの大西洋側、新古典主義やバロック、パイプ音楽、占星術、文学に至るほど様々なもの」にインスピレーションを得ている。
チゾームは61歳で心臓発作に倒れ、作品を全てケープタウン大学に残してこの世を去った。100を超える作品を作曲したものの出版されたものは17作品で、印刷譜となったのはそのうちわずか14作品である。スコットランドの作曲家がわずかしかいないことと、彼の作品に良質なものが多いことを考えれば、彼の音楽はもっと一般的に聴かれてしかるべきだとチゾームを擁護するものたちは言う。彼の作風は様々で、興奮を呼ぶような、挑発的なものと言われるが、同時に耳障りで聴き手にとっては魅力のないものであることも多いと考えられている。そうではあるものの、ピアノと声楽のための曲などを含む多くの作品が蘇演、録音されている。

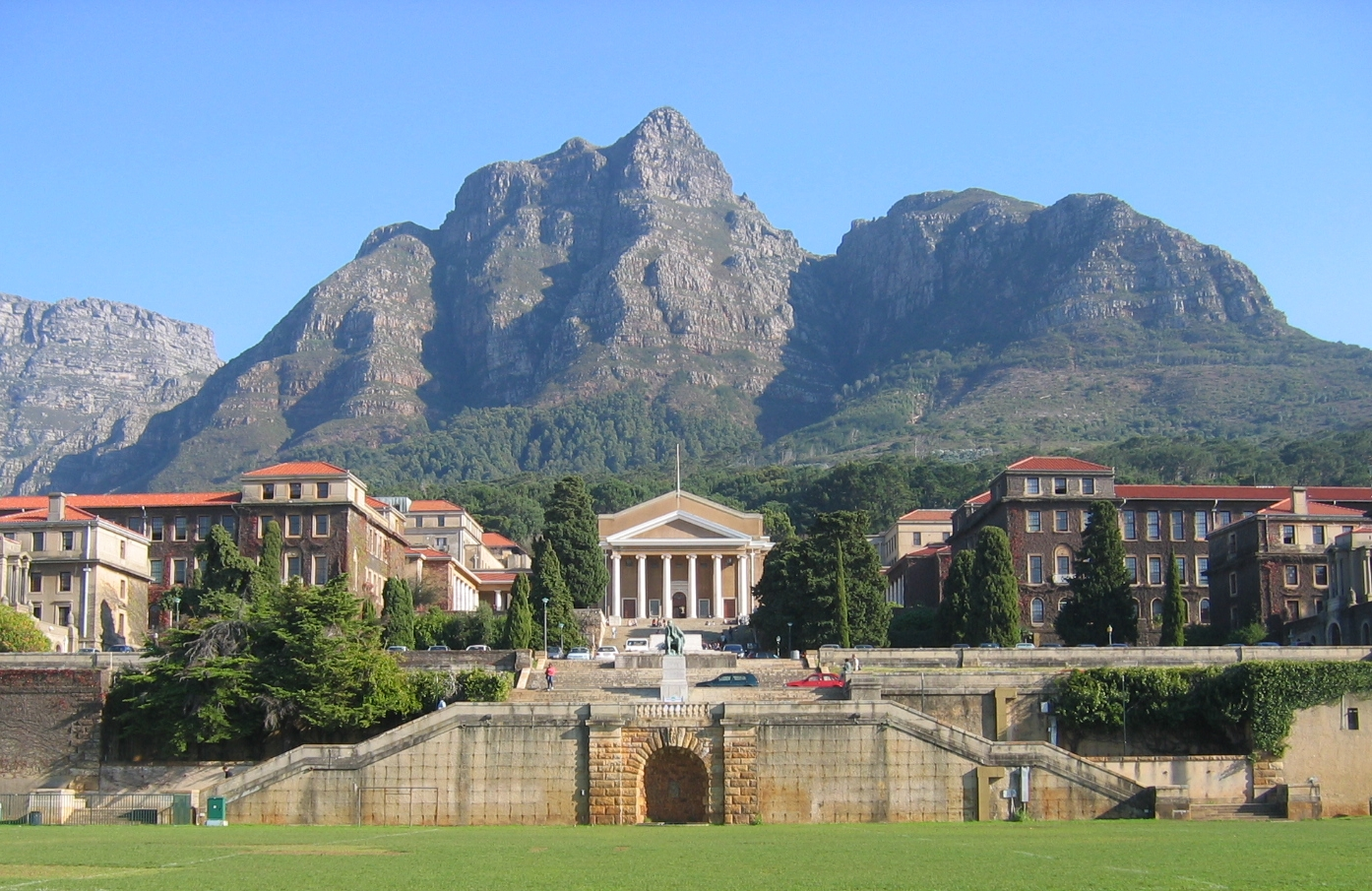
ケープタウン大学、アッパー・キャンパスの遠景

チゾームは生涯にわたってスコットランドの音楽に興味を持ち続け、1964年には収集したケルトの民謡を出版している。また彼はチェコの音楽にも関心を持っており、死の直前に著作「レオシュ・ヤナーチェクのオペラ作品 The Operas of Leoš Janáček」を完成させた。彼のチェコ音楽への貢献は、1956年にチェコ人以外の音楽家として初めてドヴォルザークメダルを授与されたことで公式に認知されている。ケープタウン大学の原稿・公文書図書館にはチゾームの論文や原稿がまとめて保管されている。出版譜は音楽大学図書館にあり、多くの写しがグラスゴーのスコットランド音楽情報センターに送られている。彼の記念として、南アフリカ音楽大学は彼の名を冠した奨学金を設けており、スコティッシュ国際ピアノコンクールではエリック・チゾーム・メモリアル賞が授与されている。
ジョン・パーサーが記しチャールズ・マッケラスが序文を書いたチゾームの伝記「落ち着きのないミューズを追う：　エリック・チゾーム　スコットランドの現代作曲家 Chasing A Restless Muse: Erik Chisholm, Scottish Modernist (1904–1965)」は2009年6月19日に出版された。公式な壮行会はバーミンガム市大学の音楽院で2009年10月22日に夫人、娘のモラッグ（Morag）、孫娘と曾孫息子の2人が出席して行われた。夫人のリリアスは、クラリネット奏者のジョン・フォーブス（John Forbes）と再婚している。近年、マレイ・マクラチランがチゾームの作品のCD録音を多くリリースしている。

## 作品
エリック・チゾームは100を優に超える作品を遺している。管弦楽曲が35曲、協奏曲が7曲（ヴァイオリン協奏曲と2つのピアノ協奏曲を含む）、7曲の管弦楽伴奏の合唱および声楽作品、54曲のピアノ曲、3曲のオルガン曲、43曲の歌曲、8曲のパートソング、7曲のバレエ、9曲のオペラ（「ロバート・バーンズ（人物に関する解説）」を含む）である。彼は、ヘンデルやモーツァルト作品の興味深い編曲もいくつか手がけている。また、当時はまだほとんど知られていなかったアルカン作曲、「短調による12の練習曲 Op.39」の第4曲から第7曲にあたる「独奏ピアノのための交響曲」を弦楽オーケストラ用に編曲している。
マレイ・マクラチランはチゾームの作品を4つの時期に分類している。初期、「スコットランド」期、新古典主義期、「インド音楽」期である。初期は非常に長く、18歳で作曲した「ソナチナ ト短調」の努力など10代の頃に始まり、ジョン・マクウェインからの影響が顕著である。「スコットランド」期は1930年代初頭に始まり、この頃の作品はスコットランドの国民的色彩に淡く色づけられている。同時代のバルトークのように、祖先や故郷の音楽によって自らのスタイルを形作りたいという作曲家の野心が感じ取れる。チゾームの「ソナチネ・エコセーズ Sonatine Ecossaise」、4つのエレジー、「スコットランドの歌 Scottish Airs」そして「ピアノ協奏曲第1番 ピーブロック」は「バルトーク形式」の不協和音、クラスター音塊、そして跳ねるリズムにより打撃的な痛烈さや生命力を表現しているが、それらはスコットランドの民謡やリズミカルなダンスの装飾音に素材を得たものである。彼の方法論は、批評家たちが繰り返し「マクバルトーク MacBartók」と呼ぶように、非常にバルトークに似通ったものである。
チゾームの新古典主義期は、古代や古典期以前の埋もれた素材に触発された作品の時期のことをいう。彼の「ソナチナ第3番」はジョアン・ダルザのリチェルカーレに基づいているのが明らかで、そこにブリテン流の和声を重ね、いかにも技巧的なピアノ書法で穏やかに不協和音の色づけをしたものである。最後の「インド音楽」期はチゾームの東洋、オカルトへの愛着と、ソラブジとの友好関係を反映している。この時期の重要な作品は「ピアノ協奏曲第2番 インドの主題による」や「6つの夜想曲 吟遊詩人の夜の歌 Night Song of the Bards」である。これらの作品には官能的なテクスチュアが綾なし、ブゾーニやシマノフスキ、メトネル、ソラブジに匹敵する超絶技巧の要求、強烈さが見られる。
近年、2つのピアノ協奏曲の録音がリリースされた。

## 主な作品

### バレエ
- 孤独な人魚（1936）
- ハーメルンの笛吹き（1937）

### オペラ
- 暗いソネット（1952）
- 黒いバラ（1954）
- カンタベリー物語（1960-61）

### 交響曲
- 交響曲第1番ハ長調
- 交響曲第2番（オランダ語版）（1939）

### 管弦楽曲
- シャコンヌ（1922）
- 舞踏組曲（1932）

### 協奏曲
- ピアノ協奏曲第1番「ピーブロック」（1937）
- ピアノ協奏曲第2番「インドの主題による」（1948-49）
- ヴァイオリン協奏曲（1950）

### 室内楽曲
- 無伴奏チェロソナタ（1930）
- 無伴奏ヴァイオリンソナタ（1930）
- ヴァイオリンとピアノのガヴォット（1934）

### ピアノ曲
- ソナチネト短調（1922）

### 声楽曲
- ろば（1923）
- 妖精（1923）
- 子守歌（1926）

### 著作
- Chisholm, E. (1971) 「レオシュ・ヤナーチェクのオペラ作品 The Operas of Leoš Janáček」 ISBN 0-08-012854-8.

## 文献
- Chisholm, Morag, 'Erik Chisholm and The Trojans', Musicweb, 2003.
- Galloway, D., 'Dr Erik Chisholm: a retrospective profile', Opus, Vol. 1, No. 1 (1966).
- Glasser, S., 'Professor Erik Chisholm', Res Musicae, Vol. 6, No. 4 (1960), 5–6.
- Hinton, Alistair, 'Kaikhosru Sorabji and Erik Chisholm', Jagger Journal, 10 (1989/90), 20-35.
- Pulvermacher, G., 'Chaucer into opera', Opera, Vol. 13 (1962), 187–8.
- Saunders, W., 'Erik Chisholm', MT, Vol. 73 (1932), 508–9.
- Saunders, W., 'Scottish chiefs, no. XV: a chief composer', Scots Magazine, Vol. 19 (1933), 17–20.
- Scott-Sutherland, C., 'A peek into Erik Chisholm's archives', British Music, Vol. 21 (1999), 67–71.
- Shephard, D., 'Erik Chisholm's new piano concerto', Scottish Music and Drama (1949), 25.
- Walker, A., 'Erik Chisholm', Stretto, Vol. 6, No. 1 (summer 1986).
- Wright, K., 'Erik Chisholm: a Tribute', Composer, Vol. 17 (Oct 1965), 34–5.